# پودینگ پنیر
پودینگ پنیر (انگلیسی: Cheese pudding) پودینگی است که با پنیر درست می‌شود، و برخلاف کیک پنیر در دمای اتاق یا به صورت سرد سرو می‌شود.

## تاریخچه
تهیه پودینگ پنیر به سال ۱۸۷۴ برمیگردد. همچنین، پودینگ پنیر به عنوان یک وعدهٔ ارزان به حساب می‌آید.